# Ninoxe de Burhan
Ninox burhani
Espèce
Statut de conservation UICN

 NT  : Quasi menacé
Statut CITES
La Ninoxe de Burhan (Ninox burhani) est une espèce de rapace nocturne de la famille des Strigidae.

## Distribution
Cette espèce est endémique des îles Togian dans l'archipel de Sulawesi en Indonésie.

## Publication originale
- (en) Indrawan & Somadikarta, 2004 : A new hawk-owl from the Togian Islands, Gulf of Tomini, central Sulawesi, Indonesia. Bulletin of the British Ornithologists' Club, vol. 124, n. 3, p. 160-171 (texte intégral).